# 조선민주주의인민공화국의 제1부총리
제1부총리는 조선민주주의인민공화국의 부총리의 하나로 부총리들 중 선임자로 지정된다. 1962년 10월 2일 신설되었다. 내각 제1부총리였다가 정무원 제1부총리, 국무원 제1부총리로 명칭이 변경되었다.

## 역대 제1부총리
- 김책(金策), (1960년 10월 23일 추서)
- 김일(金一), 1962년 10월 23일 ~ 1965년
- 최용건, 1962년 10월 23일 ~ 1965년, 최고인민회의 상임부위원장 겸직
- 김일(金一), 1965년 ~ 1972년 10월 28일
- 최용건, 1965년 ~ 1972년 10월 2일, 최고인민회의 상임부위원장 겸직
- 강성산(姜成山), 1982년 8월 - 1984년 1월 26일
- 최영림(崔英林), 1984년 2월 ~ 1985년 10월 1일, 공동
- 연형묵(延亨默), 1984년 2월 ~ 1985년 10월 1일, 공동
- 연형묵(延亨默), 1985년 10월 1일 ~ 1986년 12월 28일,
- 연형묵(延亨默), 1986년 12월 29일 ~ 1988년, 당비서, 당 외무위원 겸직
- 연형묵(延亨默), 1988년 ~ 1989년 12월 11일